# 家族の日 (映画)
『家族の日』（かぞくのひ）は、2016年に公開された日本映画である。いじめに関する問題を抱え、田舎へ移住する家族を中心に、いじめ、田舎暮らしの理想と現実などがテーマとして描かれている。
キャッチコピーは「絆を失いかけた家族のひと夏の物語」。
監督を務めた大森青児は、NHK大河ドラマ『武田信玄』などを手掛けた演出家であり、本作が初の監督作品である。また、作品の舞台である岡山県の高梁市は、大森の出身地でもある。

## キャスト
- 伊原剛志 - 君原信介
- 田中美里 - 君原喜美子
- 平田満 - 鈴木俊夫
- 川中美幸 - 鈴木みどり
- 大竹まこと - 宮島貞一
- 川上麻衣子 - 東香織
- 茂山慶和 - 君原真琴
- 中瀬優乃 - 君原絵里
- 茂山虎真 - 君原好太郎
- 岸部一徳 - ターザン

## スタッフ
- 監督：大森青児
- 脚本：冨川元文
- 音楽：渡辺俊幸
- 総合プロデューサー：安梨香
- プロデューサー：森平人
- 美術：藤井俊樹
- 題字：竹内志朗
- 小道具装飾：荒川あけみ、西田知史
- CG製作VE：鈴木英雄
- 撮影：皿井良雄、山下昭
- 録音：佐藤善次郎
- 照明：宮本文太
- 音響デザイン：吉田秋男
- ヘアーメイク：多久島美砂、早藤みち子
- 技術統括：森田直樹
- 映像技術：辻克喜
- 製作プロダクション：花三